# Gladicosa gulosa
Gladicosa gulosa là một loài nhện trong họ nhện sói Lycosidae. Loài này thuộc chi Gladicosa. Loài Gladicosa gulosa được Charles Athanase Walckenaer miêu tả năm 1837.